# 周尚文 (明朝將領)
周尚文（1475年—1549年），字彥章，諡武襄、英襄，陝西都指揮使司西安後衞（今陝西省西安市）人，明朝軍事將領。

## 生平
早年襲陝西西安後衛指揮同知，屢次出塞有功，晉升爲指揮使。朱寘鐇謀反時，他鎮守黃河渡口，擒拿丁廣等；隨後平定關內回族叛亂。御史劉天和彈劾太監廖堂，事情牽連到周尚文。周尚文被迫拷到入獄，久后釋放，鎮守階州，后進署都指揮僉事，充甘肅遊擊將軍。嘉靖元年，改為寧夏參將，后晋升進都指揮同知，為涼州副總兵，在與蒙古作戰時受傷，告退，之後被起用。
嘉靖九年，擢署都督僉事，充寧夏總兵官，協助王瓊築邊牆。蒙古進攻寧夏時，寧夏巡撫楊志學議發兵，但是周尚文沒有參加，被彈劾罷免。之後，仍然起用為山西副總兵，并在偏頭關襲擊蒙古，以總兵官鎮延綏。后與巡撫賈啟不和，被罷免。之後起用在固原黑水苑成功抵禦吉囊，任都督同知。
嘉靖二十一年，周尚文被舉薦，擔任東官廳聽征總兵官兼僉後府事，與嚴世蕃交惡，后嚴嵩調解。之後擔任大同總兵，抵禦吉囊并殺其子滿罕歹，追至涼城。周尚文遂進右都督，鎮守宣府西陽和至大同開山口，進左都督，加太子太保。后因反偵察俺答汗偷襲，加太保，廕子錦衣世千戶。他也因此成為明朝唯一的一位總兵加三公頭銜者。
此後數年中，鎮守大同的周尚文屢次和蒙古俺答汗交戰，后兼太子太傅。嘉靖二十八年去世，享年七十五歲。他活著時，因軍功甚高，讒言尚無法詆譭他；但去世后，嚴嵩父子詆譭，恤典被革不以給予。給事中沈束進言，反而被嚴嵩利用，被下詔獄。明穆宗即位后，才贈太傅，諡武襄。